# Le Curé de Tours

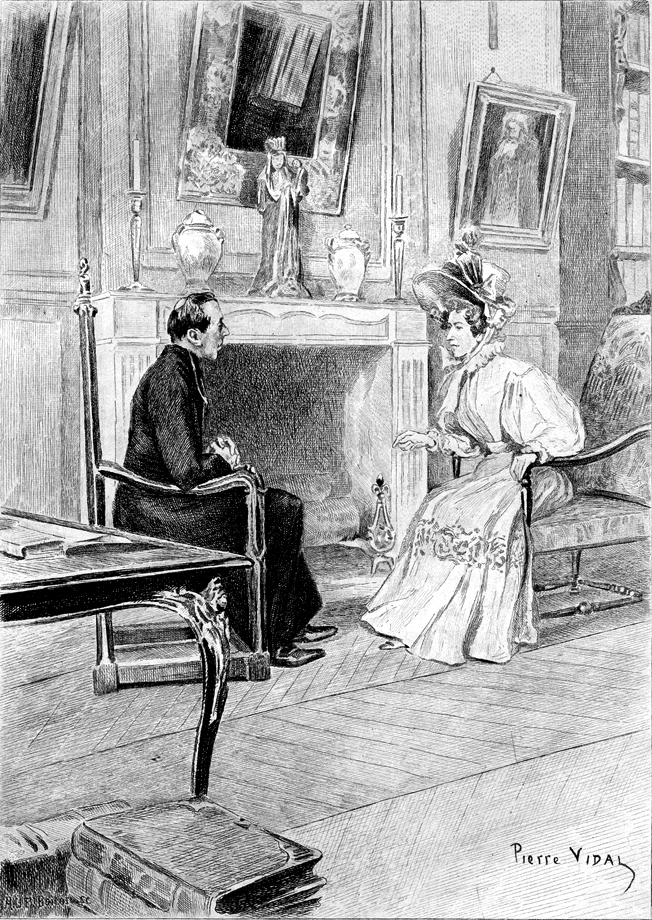
Illustratie van Honoré de Balzac's Le Curé de Tours (1832): Madame de Listomère en abbé Troubert.

Le Curé de Tours (Nederlands: de Pastoor van Tours) is een verhaal van Honoré de Balzac. Oorspronkelijk heette het Les Célibataires. Het werd in het jaar 1826 geschreven, maar pas in 1832 gepubliceerd als de derde verhaal van de tweede editie van Scènes de la vie de provence. Het maakte deel uit van Balzac's meesterwerk La Comédie humaine.

## Verhaal
Het verhaal gaat over twee geestelijken die allebei een vertrek huren bij de oude vrijster Sophie Gamard. Het zijn de 54-jarige François Birotteau, pastoor van Tours en lid van de kapittel van de kathedraal, en de 44-jarige Hyacinthe Troubert, tevens priester. Birotteau is een ingetogen en bescheiden man, terwijl Troubert veel wereldser is en bovendien veel ambitieuzer.
Birotteau is trots op zijn bibliotheek en zijn meubilair die hij van zijn voorganger en vriend, de pastoor van Sint-Gatianus van Tours, gekregen heeft. Zonder de voorwaarden van de documenten die Madame Gamard hem voorlegt goed te lezen, laat staan te onthouden, ondertekent hij ze met als gevolg dat hij zonder het te beseffen afstand doet van zijn bezittingen. Hij verlaat voor enige tijd de streek en zodra hij terugkeert, treft hij Troubert in zijn vertrek met zijn bibliotheek en meubilair terwijl hij zelf wordt doorverwezen naar een van de minst comfortabele vertrekken van het huis.
Birotteau probeert zijn recht via iedere juridische stap terug te krijgen met hulp van zijn vrienden onder de plattelandsadel van Tours. Als gevolg daarvan wordt hij door het bisdom van Tours uit het kapittel verbannen en moet hij zich vestigen in een veel kleinere parochie, drie kilometer van Tours. Berooid van zijn bezit, verlaat hij de woning van Gamard, hopend ooit terug te kunnen naar Tours, maar dat gebeurt nooit. Troubert daarentegen wordt vicaris-generaal en uiteindelijk bisschop van Tours, die nauwelijks oog heeft voor het nietige parochie van zijn confrater.

## Film
Het boek is in 1980 verfilmd met in de hoofdrol Jean Carmet als Birotteau, en met Michel Bouquet in de rol van Troubert. De film werd geregisseerd door Gabriel Axel.